# Lunatica
Lunatica es una banda de Suiza de metal, fundada en noviembre de 1998 por el guitarrista Sandro.

## Historia
Las primeras canciones escritas por Alex Seiberl y Sandro D'Incau sirvieron de base para el sonido de la banda. Después de una extenuante búsqueda, Andrea se unió a Lunatica en el 2000 y fue capaz de elevar las canciones a todo un nuevo nivel. Su bella voz coronó el álbum debut Atlantis. Esta publicación superó todas las expectativas y la banda fue catalogada en el centro de atención para llevar a cabo numerosos conciertos, incluyendo Metaldays (el mayor festival al aire libre en Suiza). Para la producción de su segundo álbum, Fables And Dreams Lunatica dio la bienvenida a Sascha Paeth and Miro. Ambos trabajaron en la producción de Rhapsody of Fire, Kamelot, Edguy y muchos más.

## Miembros
- Andrea Dätwyler -- Cantante
- Sandro D’Incau -- Guitarra acústica
- Andy Leuenberger -- Guitarra
- Emilio MG Barrantes -- Bajo
- Alex Seiberl -- Teclado
- Ronny Wolf -- Batería

## Antiguos miembros
- Beat Brack - Bajo
- Nacho Broto -Batería

## Discografía
- Atlantis (2001)
- Fables & Dreams (2004)
- The Edge of Infinity (2006)
- New Shores  (2009)